# حمامات زاكبيكوس

خريطة تصوّر معالم الحي الإمبراطوري البيزنطي في القسطنطينية، تظهر في الخارطة حمامات زاكبيكوس.

حمامات زاكبيكوس (باليونانية: Λουτρά Ζευξίππου) كانت حمامات عامة شعبيّة في مدينة القسطنطينية عاصمة الإمبراطورية البيزنطية. تم بناؤها ما بين الأعوام 100 إلى 200 للميلاد، ودمرت خلال ثورة نيقيا سنة 532 للميلاد ثم أعيد بناؤها بعد عدة سنوات. سميت بذلك لأنها بنيت على الموقع حيث كان معبد جوبيتر (زيوس). تم بناؤها حوالي 500 ياردة إلى الجنوب من الحمامات القديمة في أكروبوليس اليوناني. وبحسب الوثائق التاريخيّة فقد عظمت شهرة الحمامات التي عرفت في كثرة التماثيل والزخرفة من داخل، وذلك على الرغم من وجود العديد من الحمامات العامة التي كانت متاحة لسكان مدينة القسطنطينية في ذلك الوقت، وحظيت هذه الحمامات في شهرة داخل المجتمع البيزنطي وارتادها عليّة القوم والسكان العاديين بل ورجال الدين والرهبان أيضًا. وقد عثرت الحفريات على موقع الحمامات في عام 1928.